# Hyvinkää Falcons 2011
Questa voce raccoglie le informazioni riguardanti gli Hyvinkää Falcons nelle competizioni ufficiali della stagione 2011.

## II-divisioona 2011

### Stagione regolare
| Jyväskylä 21 maggio 2011, ore 15:30 2ª giornata | Jyväskylä Pirates | 14 – 30 | Hyvinkää Falcons | Palokan keinonurmi |

| Hyvinkää 28 maggio 2011, ore 14:00 Recupero 1ª giornata | Hyvinkää Falcons | 8 – 7 | Tampere Saints | Perttulan kenttä |

| Hyvinkää 4 giugno 2011, ore 14:00 3ª giornata | Hyvinkää Falcons | 52 – 0 | Joensuu Wolves | Perttulan kenttä |

| Hyvinkää 11 giugno 2011, ore 14:00 4ª giornata | Hyvinkää Falcons | 41 – 6 | Mikkeli Bouncers | Torikadun nurmikenttä |

| Joensuu 3 luglio 2011, ore 10:00 6ª giornata | Joensuu Wolves | 14 – 8 | Hyvinkää Falcons | Utran tekonurmi |

| Hyvinkää 9 luglio 2011, ore 14:00 7ª giornata | Hyvinkää Falcons | 41 – 6 | Jyväskylä Pirates | Perttulan kenttä |

| Mikkeli 23 luglio 2011, ore 15:00 9ª giornata | Mikkeli Bouncers | 32 – 31 | Hyvinkää Falcons | Lähemäen nurmikenttä |

| Tampere 31 luglio 2011, ore 16:00 10ª giornata | Tampere Saints | 16 – 28 | Hyvinkää Falcons | Pyynikin urheilukenttä |

### Playoff
| Hyvinkää 7 agosto 2011, ore 14:00 Wild Card | Hyvinkää Falcons | 19 – 13 | Jyväskylä Pirates | Perttulan kenttä |

| Sipoo 13 agosto 2011, ore 12:00 Semifinale | Sipoo Bulldogs | 41 – 19 | Hyvinkää Falcons | Söderkullan urheilukenttä |

## Statistiche di squadra
| Competizione      | %Vittorie | In casa | In casa | In casa | In casa | In casa | In casa | In trasferta | In trasferta | In trasferta | In trasferta | In trasferta | In trasferta | Totale | Totale | Totale | Totale | Totale | Totale |
| Competizione      | %Vittorie | G       | V       | N       | P       | Pf      | Ps      | G            | V            | N            | P            | Pf           | Ps           | G      | V      | N      | P      | Pf     | Ps     |
| ----------------- | --------- | ------- | ------- | ------- | ------- | ------- | ------- | ------------ | ------------ | ------------ | ------------ | ------------ | ------------ | ------ | ------ | ------ | ------ | ------ | ------ |
| Stagione regolare | .750      | 4       | 4       | 0       | 0       | 142     | 19      | 4            | 2            | 0            | 2            | 97           | 76           | 8      | 6      | 0      | 2      | 239    | 95     |
| Playoff           | .500      | 1       | 1       | 0       | 0       | 19      | 13      | 1            | 0            | 0            | 1            | 19           | 41           | 2      | 1      | 0      | 1      | 38     | 54     |
| Totale            | .700      | 5       | 5       | 0       | 0       | 161     | 32      | 5            | 2            | 0            | 3            | 116          | 117          | 10     | 7      | 0      | 3      | 277    | 149    |